# Harald Posch (Schauspieler)
Harald Posch (* 19. Dezember 1963 in Graz, Steiermark) ist ein österreichischer Regisseur,  Theaterintendant, Film- und Theaterschauspieler.

## Kurzbiografie
Harald Posch absolvierte das Akademische Gymnasium in Graz, in dem Alfred Kolleritsch sein Deutschlehrer war. Er ist seit 1982 als Schauspieler tätig. In diesem Jahr wurde Posch als Laie von der österreichischen Filmproduktion MR-Film für die TV-Serie „Waldheimat“ in der Rolle des Bruders von Peter Rossegger entdeckt.
In der Spielzeit 1986/87 war Posch Ensemblemitglied am Schauspielhaus Graz. Danach folgten Engagements an Häusern wie dem Volkstheater Wien und dem Theater in der Josefstadt. In letztgenanntem war er von 1989 bis 1993 ebenfalls fixes Ensemblemitglied und spielte Rollen wie Kasimir in „Kasimir und Karoline“ von Ödön von Horváth oder den Ferdinand in „Kabale und Liebe“ von Friedrich von Schiller. Das Stück „Frühlings Erwachen“ von Frank Wedekind wurde mit Posch in der Rolle des „Melchior“ in der Regie von Hannelore Hoger vom ORF für das TV aufgezeichnet.
Seit 1993 ist er als freiberuflicher Schauspieler, Autor und Regisseur tätig.
Ab da stand Harald Posch in zahlreichen deutschsprachigen Fernsehserien, wie etwa Kommissar Rex, Der Bulle von Tölz oder Tatort aber auch in Filmen wie „Spurensuche“ oder „Black Flamingos“ (Kinofilm) für den er auch das Drehbuch verfasste vor der Kamera. 2005 drehte er den US-Zweiteiler Papst Johannes Paul II. für CBS in der Rolle des NS-Politikers Hans Frank an der Seite von James Cromwell, Ben Gazzara, Christopher Lee und John Voight als Papst.
Nach seinen Tätigkeiten vor der Kamera begann Posch seine Laufbahn als Theaterregisseur. Zusammen mit dem Satiriker Thomas Gratzer gründete er zunächst das Duo Habsburg Recycling, mit dem er unter anderem 1997 die kontroversiellen Stücke Habsburg Recyclings fröhliche X-Nacht und Neuevangelisierungstour schrieb, spielte und inszenierte. Wegen der umstrittenen Inhalte wurde er im selben Jahr wegen Herabwürdigung religiöser Lehren (§188StgB) verurteilt.
Zudem inszenierte er Stücke wie „Trainspotting“ von Irving Welsh, „Land der Toten“ von Neil La Bute oder „Frühlingserwachen - Eskalation“ in eigenen Fassungen und sorgte auch damit für kontroversielle und medial umstrittene Inszenierungen.
2004 gründete Posch schließlich gemeinsam mit Ali Abdullah und dem Label Drama X erneut ein freies Theaterprojekt für zeitgenössische Dramatik in Wien, das bis 2008 jährlich Projekte mit bis zu 10 Autoren, Stücken und Regisseuren an einem Abend produzierte.
2009 wurden Posch und Abdullah in Folge als künstlerische Leiter des ehemaligen Ensembletheaters am Petersplatz berufen, welches ab da als Garage X Theater Petersplatz betrieben wurde. Posch eröffnete das Haus mit seiner Inszenierung des Geschäftsberichtes eines Konzernes im November 2009 unter dem Titel „Auf Basis eines Eigenkapitals von 4% stellt dies kein Problem dar…“ nach dem Zitat einer Bankerin des in diesem Jahr pleitegegangenen Bankhauses Lehmann Brothers. In der Folge sorgt die GARAGE X mit Einladungen eigener Inszenierungen ans Thalia Theater Hamburg oder das Residenztheater München weiter für Aufsehen.
Ab 2014 übernahmen Posch/Abdullah zusätzlich das ehemalige „Palais Kabelwerk“ in Wien-Meidling und führen seither beide Bühnen unter dem Label WERK-X (www.werk-x.at) als Intendanten. Der Name bezieht sich auf das frühere, größte Kabelwerk Europas am selben Standort und die bisherigen Projekte von Posch/Abdullah. Renommierte deutschsprachige Theatermacher wie Herbert Fritsch, Marius von Mayenburg, Schorsch Kamerun oder Milan Peschel zeigten unter Posch/Abdullah z. T. erstmals ihre Arbeiten in Österreich.
Posch selbst inszenierte dort Texte von Tex Rubinowitz, „Demokratische Nacht, du Prolet!“ nach Italienische Nacht  von Ödön von Horvath, Onkel Toms Hütte von Harriet Beecher Stowe oder Die verlorene Ehre der Katharina Blum von Heinrich Böll.
Posch wurde mit dem Förderungspreis zur Kainz-Medaille als bester Nachwuchsschauspieler, dem Salzburger Stier als Autor und nach 7 Nominierungen auch 4 × mit dem NESTROYPREIS für Produktionen am WERK X ausgezeichnet.

## Filmografie (Auswahl)
- 1983: Der Waldbauernbub
- 1984: Waldheimat
- 1986: Erdsegen
- 1987: Ein Mann nach meinem Herzen
- 1989: Frühlingserwachen
- 1996: Kommissar Rex – Tod im Museum
- 1996: Tatort: Mein ist die Rache
- 1997: Stockinger – Spuren in den Tod
- 1997: Spurensuche
- 1998: Für alle Fälle Stefanie – Letzte Chance
- 1998: Black Flamingos – Sie lieben euch zu Tode
- 1998: Die Neue – Eine Frau mit Kaliber – Ein tiefer Fall
- 2000: Der letzte Zeuge – Die Erpressung
- 2000: Medicopter 117 – Jedes Leben zählt – Todessprung
- 2000: Kommissar Rex – Kinder auf der Flucht
- 2001: Zwei unter einem Dach
- 2001: Denninger – Der Tod des Paparazzo
- 2002: Der Bulle von Tölz: Liebespaarmörder
- 2002: Schlosshotel Orth – Die Auszeichnung
- 2003: Kommissar Rex – Wofür Kinder leiden müssen
- 2004: Bauernprinzessin
- 2004: SOKO Kitzbühel – Blutiger Abschied
- 2005: Vier Frauen und ein Todesfall – Drachentöter
- 2005: Alarm für Cobra 11 – Einsatz für Team 2 – Explosive Mischung
- 2005: Papst Johannes Paul II.
- 2006: SOKO Donau – Schmutzige Geschäfte
- 2007: Lilly Schönauer – Liebe gut eingefädelt
- 2007: Zodiak – Der Horoskop-Mörder
- 2008: SOKO Kitzbühel – Mordkomplott
- 2008: Der Winzerkönig – Das Angebot und Der Rückschlag
- 2010: FC Rückpass – Finale
- 2010: SOKO Donau – Tierisch tödlich
- 2013: Paul Kemp – Alles kein Problem – Spiel des Lebens
- 2014: SOKO Kitzbühel – Feine Gesellschaft
- 2014: Der letzte Tanz
- 2016: Bergfried
- 2017: Schnell ermittelt – Carlo Michalek

- 2018 Trakehnerblut - TV-Serie
- 2024 Der Bergdoktor - TV-Serie